# Tomas Thordarson
Tomas Thordarson, född 1974, är en dansk sångare.
Thordarson har studerat vid Blaagaard Statsseminarium i Gladsaxe kommun. Han deltog i den första säsongen av TV-programmet Stjerne for en aften 2001, en talangtävling i musik. Han lyckades bli uttagen till finalen, men blev sedan utslagen. Han har därefter varit sångare i bl.a. latinopopgrupperna Latin Fever, Shake och GeeRough.
Thordarson deltog i Dansk Melodi Grand Prix 2004 (DMGP), den danska uttagningen till Eurovision Song Contest (ESC). Han vann uttagningen med bidraget Sig det’ løgn, som inför ESC skrev om till engelska med titeln Shame on You. Martin Loft hade tidigare erbjudits att framföra låten men tackade nej. Thordarson tillfrågades därefter om att framföra låten, efter att hans eget bidrag inte hade blivit uttagen till DMGP. I ESC lyckades bidraget inte ta sig vidare från semifinalen, där den kom på trettonde plats med 56 poäng.
Thordarson är homosexuell och nominerades 2004 till ”Årets homo” av LGBT Danmark, den danska motsvarigheten till RFSL. Han har uppträtt i flera Pride-sammanhang i Danmark och på Island.
Thordarson är idag verksam som Key Account Manager och näringsidkare inom reklambranschen, samt som konstnär.

## Diskografi
- Sig det’ løgn (2004)
- Wait for it